# Култура Сједињених Америчких Држава
Култура Сједињених Држава има велик утицај на светску културу и уметност уопште. Америчка музика, а посебно џез и блуз популарни су широм света. У САД је настао и рокенрол. Постоји и врста музике која се сматра народном и зове се кантри музика.
Америчка кинематографија спада међу најутицајније и најпопуларније кинематографије на свету. Чувена „фабрика снова“, Холивуд, налази се у близини Лос Анђелеса.
Сједињене Државе имају преко 4.000 универзитета, а неки, попут Харварда и Јејла, међу најчувенијим су високообразовним институцијама на свету. Многи познати писци и научници били су рођени Американци, попут Марка Твена и Томаса Едисона.